# Lucianosaurus
Lucianosaurus es un género extinto de amniota de afinidades desconocidas, conocido únicamente a partir de dientes. Fue descrito inicialmente como un dinosaurio ornitisquio basal, para ser luego reclasificado como un miembro del clado Archosauriformes con una situación filogenética incierta y más tarde, tomando en cuenta la similitud de sus dientes con los de los cinodontes traversodóntidos tales como Dadadon (por la presencia compartida de dientes con coronas subtriangulares, dentículos agrandados y una inserción dental tecodonta), se consideró como un amniota de afinidades inciertas (aunque basándose en las similitudes generales y la separación geográfica es más probable que este taxón sea en realidad un arcosauriforme que un traversodóntido).
Los restos fósiles de Lucianosaurus fueron hallados inicialmente en estratos del Triásico Superior en el este de Nuevo México, Estados Unidos. El nombre del género se refiere a la meseta Luciano (34°58′48″N 104°09′00″O / 34.980121, -104.150048) en los condados de Guadalupe y Quay en Nuevo México en donde se encontraron e identificaron los dientes de Lucianosaurus.